# Animació limitada
L'animació limitada és una tècnica d'animació que simplifica els moviments descomponent-los en diferents parts mòbils, i evita haver-les de dibuixar de nou a cada fotograma. Aquest sistema permet escurçar els temps i costos de producció d'una sèrie animada. L'animació limitada permet l'ús de dibuixos realistes, art abstracte i simbolismes per crear moviments limitats que tenen el mateix efecte narratiu que una producció d'animació total. Els curtmetratges i llargmetratges de dibuixos animats creats per Walt Disney durant les dècades dels 1930 i 1940 són lloats per fer simulacions animades de la realitat, amb molt de detall per als moviments en cadascun dels seus fotogrames. Aquest estil d'animació, però, requereix molt de temps i consumeix més recursos a causa de l'alt grau de professionalisme que cal per part dels dibuixants animadors. Per això, entre els anys 60 i 80 aquesta tècnica va gaudir d'un renaixement i, juntament amb l'animació per a adults i infantil, va eclipsar el potencial dels dibuixos animats nord-americans.

## Procés

Animació limitada

El procés d'animació limitada permet duplicar cel·les d'animació, donant com a resultat un baix nombre de quadres per segon separats. Si els fotogrames per segon d'una pel·lícula en cinema són 24 (en PAL 25 i en NTSC 30), les animacions posseeixen moviments amb 12, 8 o fins i tot 6 quadres per segon. El reduït nombre d'imatges per segon causa intermitència, o moviment "desigual", que és molt diferent a l'animació de la majoria de les pel·lícules o sèries de TV amb animació completa.
Les tècniques que s'utilitzen per a la producció massiva de dibuixos animats a un baix preu són:
- Reutilitzar seqüències animades per tal que el treball dels animadors sigui menor.
- No s'anima la totalitat del personatge, sinó que només es fa amb les parts del cos que tenen moviment en un fotograma en concret.
- Els elements visuals van en conjunt amb els elements d'àudio. L'humor verbal i el talent de veu són els factors més importants per poder donar-li emoció a la caricatura.

## Exemples
Alguns dibuixos animats que han fet bon ús de l'animació limitada són Gerald McBoing Boing, Mr. Magoo, El Xou de Rocky i Bullwinkle i Els Picapedra. L'anime japonès utilitza una tècnica mixta d'animació completa amb animació limitada, utilitzant la limitada en aquelles escenes amb diàlegs on els personatges romanen estàtics amb lleus moviments de pèl o roba en cicle i en les escenes on els personatges duen a terme accions gracioses, mentre l'animació total la utilitzen en aquelles escenes on hi ha una narrativa més ràpida, com per exemple baralles, persecucions, explosions, etc.